# کلوستالیت
کلوستالیت  (به انگلیسی: Clausthalite) با فرمول شیمیایی PbSe از مجموعه کانی هاست و نام آن از محل Clausthal در نزدیکی لورنز در آلمان غربی گرفته شده‌است. محلول در HNO3 , H2SO4 Pb:۷۲٫۳۴٪ Se:۲۷٫۶۶٪ با انکلوزیون‌های Hg,Co,Cu برای اولین بار در آلمان غربی کشف شد و از نظر شکل بلور: ناشناخته، رنگ: خاکستری سربی کمی متمایل به آبی، شفافیت: کدر(اپاک)، جلا: فلزی، رخ: کامل - مطابق با سطح، سیستم تبلور: مکعبی و در رده‌بندی سلنیور است و منشأ تشکیل آن هیدروترمال است.
همایند کانی‌شناسی (پارانژ) آن گالن - اکتائیت- تیه مانیت و سلنیورهای دیگر است
، از نظر ژیزمان دانه‌ای - قطعه‌ای کمیاب است و بیشتر در آلمان، چک اسلواکی، آرژانتین، بولیوی و سوئد یافت می‌شود.